# Herbert E. Britt
Herbert E. Britt (* 30. November 1908; † 19. September 1964 in Los Angeles, Kalifornien) war ein US-amerikanischer Filmtechniker, der auf den Oscarverleihungen  1947 und 1950 mit einem Oscar für technische Verdienste ausgezeichnet wurde.

## Leben
Auf der Oscarverleihung 1947 wurde Britt mit einem Technical Achievement Award der Klasse III ausgezeichnet „für die Entwicklung und Anwendung von Formeln und Anlagen zur Herstellung von Wolken und Raucheffekten“ („For the development and application of formulas and equipment for producing cloud and smoke effects“).
Auf der Oscarverleihung 1950 wurde er erneut mit dem Technical Achievement Award ausgezeichnet, diesmal „für die Entwicklung und Anwendung von Formeln und Anlagen zur Herstellung von Kunstschnee und Eis zur Aufbereitung an Film-Sets“ („For the development and application of formulas and equipment producing artificial snow and ice for dressing motion-picture sets“).
Britt wurde außerdem für die Erfindung eines Ablassventils im Jahre 1959 eine Patenturkunde unter der Nummer US 2898934 A ausgestellt.

## Auszeichnung
- Oscar für technische Verdienste Zertifikat der Klasse III
- Oscarverleihung 1947: Technical Achievement Award
- Oscarverleihung 1950: Technical Achievement Award